# I've Got a Crush on You
I've Got a Crush on You est une chanson écrite par George Gershwin (musique) et Ira Gershwin (paroles).
Cette chanson est unique parmi les chansons des frères Gershwin en ce qu'elle a été utilisée dans deux comédies musicales de Broadway différentes : Treasure Girl (1928) et Strike Up the Band (1930).

## Histoire
La chanson a été présentée au public pour la première fois dans la comédie musicale Treasure Girl, créée à Broadway en 1928.
Dans cette production, elle a été chantée par Polly Tees, Nat McNally et ensemble.
Plus tard, cette chanson a été utilisée pour la comédie musicale Strike Up the Band créée à Broadway en 1930. Elle a été chantée par Timothy Harper et Anne Draper.
La chanson est également incluse dans la comédie musicale Nice Work If You Can Get It (2012) qui rend hommage aux frères Gershwin et utilise leurs chansons.

## Reprises
La chanson est considérée comme un standard de jazz.
Elle a été enregistrée par de nombreux chanteurs célèbres, dont :
- Frank Sinatra ;
- Sarah Vaughan ;
- Ella Fitzgerald ;
- Barbra Streisand.